# ناتان شارانسكي
ناتان شارانسكي ((بالعبرية: נתן שרנסקי‏)؛ (الروسية: Натан Щаранский)؛ (بالإنجليزية: Natan Sharansky)؛ ولد 20 يناير 1948م)، كان أيقونة نضال اليهود للهجرة من الاتحاد السوڤيتي في الثمانينات. ثم أصبح وزير متطرف بإسرائيل، والآن داعية حقوق إنسان ومؤلف بأمريكا. يصوغ دورا جديدا للوكالة اليهودية أثناء رئاسته لها التي بدأت في يونيو 2009. وكان قد أمضى سنوات في سجن سوڤيتي بتهمة التجسس لصالح وكالة مخابرات الدفاع الأمريكية.
شارك في تأسيس جماعة رصد هلسنكي بموسكو التي تأسست في 1976.

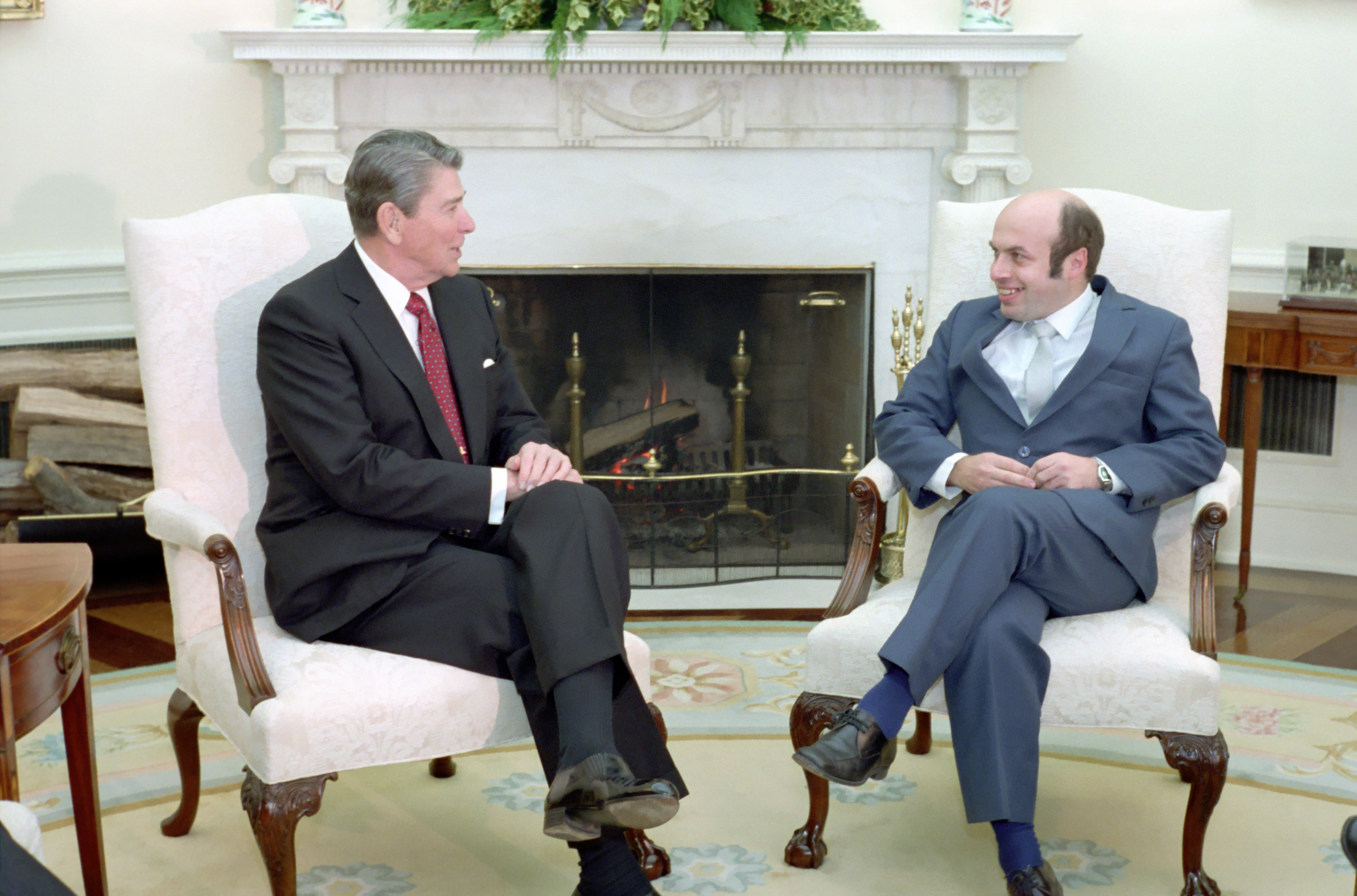
شارانسكي مع رونالد ريگان، 1986

وقد تأثر جورج و. بوش بعدد من الكتابات التي تؤسس للفكر السياسي المنظم للفوضى الخلاقة واعترف بأن كتاب "قضية الديمقراطية يمثل الخريطة الجينية لرئاسته وهو من تأليف المنشق السوڤيتي المهاجر إلى إسرائيل والذي شغل منصبا وزاريا في حكومة شارون ناتان شارانسكي، وتتلخص رؤية شارانسكي باعتبار الإسلام حركة إرهابية لا تهدد إسرائيل فقط وإنما العالم الغربي بأكمله، ويرى أن استئصال الإرهاب لا يتم باستخدام القوة وتجفيف المنابع فقط وإنما بمعالجة الأسباب العميقة للإرهاب التي تنبع من سياسات الأنظمة العربية الاستبدادية والفاسدة وثقافة الكراهية التي تنشرها، ويتفق شارانسكي بهذا الطرح مع الأطروحة الشهيرة لهنتنگتون التي تنص على أن الإسلام عدو حضاري للغرب.

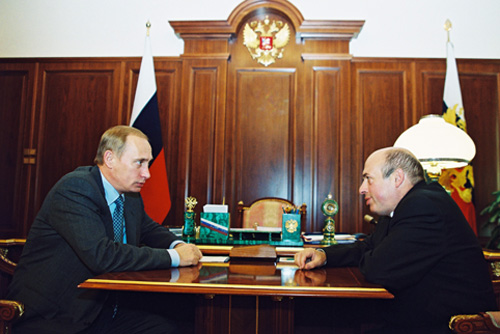
شارانسكي مع ڤلاديمير پوتن

في 19 يناير 2014، صرح ناتان شارانسكي: المصريون أصبحوا أقل إيماناً بدعم أمريكا للديمقراطية عن وقت مبارك. ويجب على أمريكا أن تكون أولويتها بمصر هي اطلاق سراح الليبراليين الديمقراطيين، علاء عبد الفتاح وأحمد ماهر، أحمد دومة، محمد عادل.

## الهامش
1. 1 2 3  "חה"כ נתן שרנסקי" (بالعبرية). הכנסת.
2. ↑  Encyclopædia Britannica | Anatoly Shcharansky (بالإنجليزية), QID:Q5375741
3. ↑   https://crsreports.congress.gov/product/pdf/R/R47639. {{استشهاد ويب}}: |url= بحاجة لعنوان (مساعدة) والوسيط |title= غير موجود أو فارغ (من ويكي بيانات) (مساعدة)
4. ↑  http://www.jewishagency.org/leadership (Accessed 6.1.2013) نسخة محفوظة 2020-06-06 على موقع واي باك مشين.
5. ↑  جاكسون ديل (20 يناير 2014). "America chooses the wrong allies in Egypt". واشنطن پوست. مؤرشف من الأصل في 2019-01-08.

## ببليوگرافيا
- Fear No Evil  [لغات أخرى]‏: The Classic Memoir of One Man's Triumph over a Police State, Public Affairs: 1998. ISBN 1-891620-02-9.
- The Case for Democracy: The Power of Freedom to Overcome Tyranny and Terror, Public Affairs: 2004. ISBN 1-58648-261-0.
- Defending Identity: Its Indisputable Role in Protecting Democracy, Public Affairs: 2008. ISBN 1-58648-513-X.

## وصلات خارجية
- ناتان شارانسكي على موقع الموسوعة البريطانية (الإنجليزية)
- ناتان شارانسكي على موقع مونزينجر (الألمانية)
- ناتان شارانسكي على الموقع الإلكتروني للكنيست
- Natan Sharansky في أرشيف الإنترنت(أرشفت في  أكتوبر 10, 2010) Israel Ministry of Foreign Affairs
- Natan Sharansky Jewish Virtual Library
- The View from the Gulag. An interview with Natan Sharansky
- Sharansky's Final Statement in the Soviet Court, 14 July 1978
- Autobiographical article about his time in the GULAG Solitary Lessons  October 2008.
- Natan Sharansky short speech on The Strength of a United Jewish People
- Mr. Sharansky, ease my doubts, by مارتن كرامر
- Sharansky Interview in Middle East Quarterly
- Sharansky Interview on BookTV's After Words (13 February 2005)
- Natan Sharansky Right Web Profile
- Natan Sharansky Adelson Institute for Strategic Studies
- Is This the Deal We Were Hoping For? February 2009.
- How the U.N. Perpetuates the 'Refugee' Problem (Wall Street Journal) 6 January 2009
- Sharansky's views about the Temple Mount (Haaretz) 16 October 2003
- "Defining Identity" على يوتيوب interview by ليون تشارني on The Leon Charney Report